# Corispermum
Corispermum es un género con 130 especies de plantas  perteneciente a la familia Amaranthaceae.

## Descripción
Son hierbas anuales con hojas alternas enteras, lineares o lanceoladas, con pelos dendroides o estrellados. Flores perfectas, solitarias en las axilas de las brácteas, en estrechos alargadas espigas terminales, ebracteoladas. Segmentos pequeños o débiles, hialinos de color blanco. Fruto fuertemente comprimido, superando el perianto, redondeado a oblongo-oval, sobre todo en la parte frontal convexa, cóncava o plana en la parte posterior, el margen con frecuencia estrechamente alado; semilla vertical, embrión como un anillo.

## Taxonomía
El género fue descrito por Carlos Linneo  y publicado en Species Plantarum 1: 4. 1753. La especie tipo es: Corispermum hyssopifolium L.

## Especies seleccionadas
| - Corispermum afghanicum - Corispermum algidum - Corispermum altaicum - Corispermum americanum - Corispermum apetalum - Corispermum aralo-caspicum - Corispermum bardunovii |